# Miami-illinois
El miami-illinois fou una llengua algonquina central parlada al centre i nord-est d'Oklahoma pels peoria i a Indiana pels miami i els wea. La llengua s'extingí durant la dècada de 1960. Durant el segle xvii era parlat per moltes tribus que residien en l'actual Indiana (els miami, els piankashaw i els wea), i a l'actual Illinois (illinois i kaskakia). Durant el segle xix la majoria d'ells foren recol·locats a Oklahoma, on foren coneguts sota el nom de peoria. Segons David Costa, les diferències dialectals entre tots aquests grups eren poc marcades.